# Philippe Coudray
Pour les articles homonymes, voir Coudray.
Philippe Coudray, né le 24 mars 1960 à Talence (Gironde), est un auteur français spécialisé dans le livre jeunesse et la bande dessinée. Il est surtout connu l'auteur de L'Ours Barnabé, série humoristique, primée au festival d'Angoulême.

## Biographie
Philippe Coudray est né à Talence près de Bordeaux en 1960.
Il est le frère jumeau de Jean-Luc Coudray, avec qui il cosigne certains albums. Tous les deux démarrent leur  activité artistique en 1977, après un baccalauréat. Philippe Coudray débute en dessinant des oiseaux dans des revues.

## Œuvres de bande dessinée
En 1979 et en 1981, Philippe Coudray reçoit le prix de l’IDEE au Festival International du Dessin d’Humour d’Anglet. La revue scolaire Amis-Coop lui demande alors de créer un personnage. Il choisit un ours. C’est ainsi que naît L'Ours Barnabé en 1980.
Après une dizaine d’années de publication dans les revues, il commence dans l’édition.
En 1990, il est sélectionné dans la catégorie Alph’Art, Meilleur Album humour, au festival international de la bande dessinée d'Angoulême avec son album L'Ours Barnabé 1 et reçoit, lors de l'édition 2011 de ce même festival, le prix des Écoles d'Angoulême pour L'Ours Barnabé - Intégrale 1. Entre-temps, en 1992, la même série L’Ours Barnabé 3 reçoit le Prix RTL Enfant.
En 2003, ses œuvres sont sélectionnées pour la promotion de livres de Jeunesse par la Fnac et pour la lutte contre l’illettrisme en France par le ministère de la Jeunesse et des Sports.
L'Ours Barnabé a été traduit et publié au Japon, en Chine, aux États-Unis, en Allemagne et en Suède. L'une de ses versions américaines, Benjamin Bear, a été sélectionnée à deux reprises, en 2012 et 2014, au prix Eisner Award for Best Publication for Early Readers, couronnant les meilleures publications destinées à un jeune lectorat. L'œuvre a par ailleurs été récompensée par le prix Panda 2012-2013, décerné par les bibliothèques de livres étrangers en Chine.
Philippe Coudray est l'auteur, le coauteur ou l'illustrateur de divers autres ouvrages de bande dessinée ou de dessins d'humour : Théocrite, Drôles de Manchots, Drôles de chats, etc. 
Il a notamment collaboré avec les revues Psikopat et Capsule Cosmique.

## Autres activités
Parallèlement, Philippe Coudray s’intéresse à l’image en relief, au dessin stéréoscopique dont il publie quelques œuvres.
Il touche également à la peinture qu’il expose dans sa ville natale.
Philippe Coudray est par ailleurs un passionné de cryptozoologie. Il publie en 2009 le Guide des animaux cachés : Traité de cryptozoologie. Il participe à plusieurs expéditions destinées à la recherche du Bigfoot en Amérique du Nord. Un documentaire réalisé par Léo Ponge, Au cœur de la forêt du sasquatch, a été consacré en 2013 à l'une de ces expéditions.